# Lista personajelor din M*A*S*H

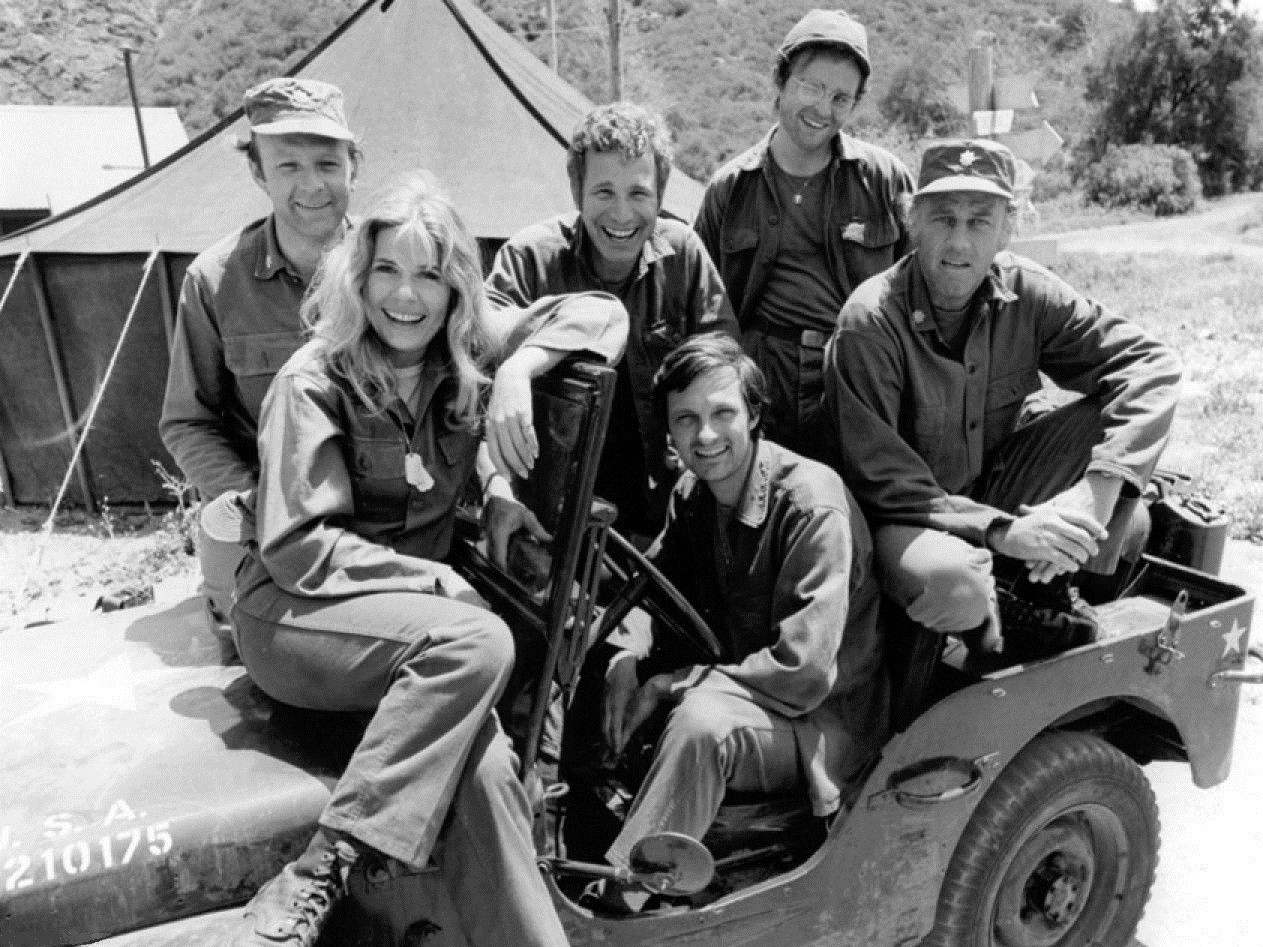
Actorii serialului M*A*S*H în 1974: (rândul din spate) Larry Linville, Wayne Rogers, Gary Burghoff (rândul din față) Loretta Swit, Alan Alda, McLean Stevenson

Aceasta este o listă a personajelor din serialul TV american de comedie M*A*S*H:

### Principale
- Benjamin Franklin Hawkeye Pierce este un tip haios, mereu i se pare amuzant un fel de scaraoschi al trupei 4077 cum îi spunea Potter colonelul, e viclean și șmecher dar are uneori și laturi violente fiind foarte bătăuș și alcoolic, asta se întâmplă când bea mult și se îmbată mangă sau îl apucă dracii.Funcția sa este de căpitan și chirurg șef,când a plecat acasă a plecat cu elicopterul el fiind bucuros că s-a terminat războiul dar le va simți lipsa tuturor celor care au fost alături de el,încă de la început el era pus pe șotii și pe lângă asta îi plac mult petrecerile fiind chiar și sufletul petrecerii câteodată cel mai mult îl urăște pe Frank e foarte enervant și smiorcăit dar și că este cel mai antipatic om din unitate mulți îl urăsc s-au și bătut de vreo 3 ori prima dată când stăteau toți la popotă când Pierce și Frank s-au bătut și exact în momentul ăla l-au atins pe Radar care stătea la masă și s-a murdărit de mâncare a doua oară l-a bătut i-a tras un pumn de i-a învinețit ochiul pe motiv că l-a supărat că îl atinsese Frank cu o cârpă în sala de operații a treia oară îi ceruse banii de salariu că ceilalți îi primiseră și el nu pentru că fusese declarat mort în registru s-au bătut cât s-au bătut până când au intervenit alții din unitate și l-au potolit pe Pierce, la fel ca și Trapper Pierce nu a vrut să devină chirurg el își dorea ba să fie pompier ba altceva orice în afară de a fi chirurg însă soarta l-a făcut să devină chirurg Pierce provine din orașul american Maine de asemenea Pierce a scris de multe ori tatălui său despre cum e în Coreea adică unde este el cum se chinuie cu răniții nu numai americani ci și coreeni thailandezi turci ethiopieni dar și greci chiar și englezi aveau din toate desigur că el a i-a mai prezentat și pe colegii și colegele lui din unitate de asemenea el se trage dintr-o familie de doctori mai ales că tatăl său a fost și el la rândul lui doctor a fost însă și el comandantul unității doar o dată pentru că fusese plecat la Seul Potter lui Pierce însă nu prea i s-a potrivit funcția de comandant a unității îi era greu să conducă oamenii și totuși și-a făcut meseria cât de cât nici chiar atât de greu nu i-a fost a trecut și el prin momente de groază cât a fost în Coreea adică odată când datorită unei explozii în mlaștina fetelor cu care el se distra pregătise focul la un moment dat focul s-a aprins prea tare și își pierdu-se vederea însă a purtat un bandaj la ochi câteva zile până i-a trecut și l-a dat jos ochii însă îl mai usturau și nu știa dacă își va păstra porecla alt moment ar fi când au visat toți atât el cât și Margaret Winchester Mulcahy Klinger Hunnicutt dar și Potter. El visase că își pierdu-se ambele mâini mai rămăsese doar cu picioarele pe când ceilalți Margaret de exemplu visase că era îmbrăcată într-o rochie de mireasă dar care i se umpluse de sânge dar înainte de a păți asta mirele său plecase cu ceilalți soldați la război în ritm de marș și observă că ea a stat pe un pat cu soldați răniți care se umpluseră de sânge iar Margaret de asta s-a umplut de sânge că a stat exact pe patul acela cu mirele care el practic nu se murdărise, Mulcahy visase că era preot și trebuia să țină o slujbă se pregătea să citească dintr-o biblie dar observase că un soldat atârnase plin de sânge și era și mort pe deasupra plus că îi cursese de la el și sânge pe filele de la biblie Winchester visase că se credea magician făcea magie și dansa unui pacient pe masa de operație care a murit Hunnicutt visase că îi apăruseră soția la un bal și a dansat alături de ea dar la un moment dat Hunnicutt observă că a ajuns la sala de operații și îl așteptau Potter Margaret Pierce Klinger Mulcahy și Winchester iar atunci dezamăgită este luată de doi dintre organizatorii balului, iar Klinger cum că se întorsese acasă la el dar la o cafenea și observase că era el pe masa de operație întâi îi făcuse semn lui Klinger să se uite pe masa de operație Potter, era operat de Potter Margaret Hunnicutt Pierce Mulcahy și Winchester, Potter visase că venise un cal la el în birou și atunci a început să îl călărească apoi nord-coreenii au aruncat o grenadă asupra lui dar care a lovit-o cu un puc făcând din ea artificii apoi s-a văzut pe el însuși când era copil și călărea și auzea cum mama sa îl striga să vină la masă, asta li se întâmplaseră datorită cumului de răniți din spital cam acestea ar fi oricum cel mai greu i-a fost lui Pierce când a auzit că Trapper plecase a înebunit de ciudă aflase de la Radar el încercând să îl găsească la aeroport dar nu a apucat să îi spună la revedere căci el plecase și alt moment greu ar fi moartea lui Henry fostul său colonel care îi era cel mai drag și lui dar și la restul din unitate dar și plecarea lui Radar l-a întristat foarte mult însă a dat uitării pentru Pierce operațiile nu sunt de glumit niciodată mai ales cele serioase atunci nu are chef de glume absolut deloc adoră mult să și cânte în sala de operații la fel ca și alții precum Trapper Hunnicutt Potter sau Klinger Pierce de obicei poate să și înebunească ca de exemplu atunci când la unitate i-au venit un număr mare de răniți și credea că nu va mai pleca niciodată acasă sau că va rămâne în Coreea pentru totdeauna pentru că armata stabilise așa de furie și de nervi apoi s-a dus cu jeep-ul să anunțe ca armata să oprească războiul Margaret i-a și spus să se oprească dar el fiind încăpățânat a făcut ce a vrut el s-a dus dar nu pentru asta că un general avea probleme cu gastrita și Pierce i-a rezolvat problema și că nu s-a întâmplat nimic grav doar că venise un ofițer să-i mulțumească lui Pierce pentru că l-a ajutat pe general la problema care o avea cu gastrita apoi Pierce a observat că îi făcuseră o petrecere nebună în care toți oamenii din unitate s-au vopsit în roșu tot sau complet pentru că Pierce era supărat legat de asta cu uniforma că de ce este verde și nu altă culoare și-au vopsit în roșu uniforma dar și părul pe deasupra la Pierce doar părul și l-a vopsit că el plecase în costumul de chirurg un alt moment greu i-a fost să se lase de băutură el care era cel mai petrecăreț soldat dintre toți uneori se urăște pe el însuși pentru faptul că stă cu răniții și operează la greu dar cu toate acestea el are un motiv pentru care o face să ajute soldații el și-a propus atunci când va pleca acasă să rămână medic dar să lucreze la spitalele din zona lui de acolo sau din alte părți, personajul este jucat de actorul Alan Alda.
- Margaret Hot Lips Houlihan este cea mai dură femeie din trupa 4077, care face tot posibilul să devină cea mai bună asistentă și maior, toți bărbații ar vrea să se căsătorească cu ea fiindcă e cea mai frumoasă femeie din unitate, însă uneori încearcă să păcălească bărbații spunându-le că are soț și că e măritatǎ alteori cu Scully,Donald,Frank sau Winchester chiar și Pierce dar și Trapper sau Hunnicutt l-a ultimii doi din cauza băuturii o luase razna numai gândea ce face.Funcția sa este de maior și asistentă șefă,ea a plecat acasă cu jeep-ul ca și Winchester.Nu îi place deloc glumele lui Pierce,Trapper sau Hunnicutt și spune că fac de râs armata cu glumele lor,a vrut de două ori să părăsească unitatea odată cu Frank Delano Marion Burns apoi nu a mai plecat și a doua oară se îmbătase prima dată băuse martini din mlaștină apoi s-a dus să bea și cu colonelul Henry Braymore Blake un whisky Pierce și Trapper s-au amuzat teribil zicându-i că s-a îmbătat criță au trebuit să îi facă o injecție să își revină dar înainte să-i facă injecția au spălat-o cu apă rece la dușuri dar tot degeaba nici nu își revenise din beție însă după ce și-a revenit a zis că numai pleacă,și cu Margaret Pierce și Trapper au avut o relație destul de bună la fel ca și Frank Margaret îi urăște de moarte pe Pierce și Trapper dar ea spunând că sunt cei mai buni medici și chirurgi din unitate și că nu poate să îi jignească prea mult dar uneori simte nevoia de răzbunare la fel ca și Pierce Margaret se trage dintr-o familie nu de doctori maiori sau asistente ci de locotenenți tatăl său este modelul ei de inspirație în cariera ei el a fost locotenent Margaret a mai fost la un pas să părăsească unitatea pe motiv că era însărcinată dar au încercat testul de sarcină să vadă dacă e întradevăr însărcinată pe iepuroaica lui Radar Fluffy scoțându-i ovarele și apoi pansând-o la loc spunându-i Pierce lui Radar că va putea să zburde din nou ca înainte după ce își va reveni apoi Pierce a aflat că testul de sarcină al lui Margaret era negativ ceea ce însemna un singur lucru că nu era însărcinată cu iubitul ei Donald Margaret le ceartă foarte mult pe asistente că nu își fac datoria și că ea trebuie să își execute ordinele de asistentă șefă a unității a avut șansa de la un locotenent să fie atât maior cât și căpitan ori colonel și voia să o i-a cu el dar Margaret a refuzat dintr-un motiv că nu este interesată de posturile acestea ce vrea să fie doar maior și să rămână la unitatea ei, personajul este jucat de actrița Loretta Swit.
- Maxwell Quirell Klinger este un alt tip țăcănit, îi place foarte mult să se îmbrace ca o femeie și deși Potter sau Blake colonelul i-a zis să nu se mai îmbrace ca o femeie, el preferă să nu poarte uniforma de soldat a unității fiindcă i se pare ridicolă, însă uneori poartă și uniforma de soldat, nu tot timpul dar o poartă cu diferite accesorii cercei de femei, coliere de femei etc, toți râd de el fiindcă e haios și glumeț.Funcția sa este de caporal mai târziu sergent, gardă de corp și lucrează ca funcționar de companie în locul lui Radar care se întorsese acasă și a renunțat automat atunci la obsesia pe care o avea adică să se travestească în femeie,el în episodul final, a declarat că rămâne în Coreea pentru că s-a însurat cu coreeanca Soon-Lee,el însă a încercat la început să scape de armată dar nu a reușit de fiecare dată a eșuat a încercat odată sau de multe ori să dezerteze dar nu a putut însă din spusese lui s-ar fi ales cu 2 cereri în căsătorie Klinger provine din orașul american Toledo el este libanez față de ceilalți soldați care sunt americani dar el a obținut cetățenie americană mulți îi zic țigan că arată ca un țigan el a vrut să dezerteze dar nu a mai făcut-o fiindcă fosta sa soție Lorraine la înșelat și a rămas în Coreea până la finalul războiului, când din întâmplare era o coreeancă Soon-Lee ce nu avea soț își dorea și ea o viață și a luat-o Klinger de nevastă căci nici el numai avea soție îl părăsise el a încercat să obțină de foarte multe ori certificatul de nebun din păcate nu l-a obținut dar a avut tot felul de idei ciudate cum ar fi de exemplu că voia să facă voodoo cu un pui mort de la popotă îl luase de la bucătarul de acolo Igor Straminsky pe lângă asta a mai folosit și o păpușă voodoo o miniatură a colonelului Potter dar care nu funcționa pe el ci pe altcineva dar și niște pene un ștergător de praf de fapt însă nu le-a mai folosit pentru că îi era frică de blesteme dar și alte nebunii ale sale cum ar fi atunci când s-a suit pe un stâlp din Coreea și a stat acolo până nu îi dădea certificatul de nebun dar nu l-a obținut și a coborât de acolo dar nici faptul că avea rude care îi muriseră niște rude era de fapt o glumă de a lui ca să obțină certificatul de nebun nici atunci nu l-a obținut și de 2 ori a încercat treaba asta și cu Blake fostul colonel dar și actualul colonel Potter el a mai avut încă o nebunie pentru a obține certificatul de nebun adică s-a semnat de multe ori cu numele colonelului Potter care mai apoi i-a trimis-o unui general care i-a cerut imediat înapoi că era fals certificatul său de nebun dar Potter a aflat ce punea el la cale și nu l-a lăsat să plece absolut deloc mai ales că nu se semnase el ci dar mințise cu nerușinare Klinger, după ce a plecat Radar și a devenit el funcționarul companiei mulți credeau că nu va fi în stare să se descurce dar Potter i-a zis din experiență lui Klinger după ce a vorbit cu Mulcahy, că nici el când a venit prima dată în locul lui Henry Braymore Blake i-a adus aminte lui Klinger că nimeni nu-l plăcea toată lumea îl detesta la fel și el avea nevoie de ceva timp de acomodare el atunci era beat mangă după ce Potter l-a luat de lângă Hunnicutt și nu gândea foarte bine dar a înțeles ce i-a spus Potter mai ales că în el stătea totul la unitate până și Klinger a spus că Henry Braymore Blake a fost cel mai bun om cu care a lucrat pe deasupra și cel mai extraordinar el a mai făcut o nebunie s-a reînrolat în armată cu toate că lui nu îi place armata cu toate acestea a considerat că a greșit și a făcut în așa fel să repare greșeala a făcut asta pentru că îi ducea dorul fostei sale soții Lorraine însă nu a mai contat pentru el lucrul acesta însă a fost uneori și de ajutor ca funcționar al companiei adică le-a ordonat lui Pierce Hunnicutt Margaret dar și Winchester să ajute cu cimentul apă dar și nisip toate la un loc făceau cimentul mai puternic dar și rezistent pentru a scoate podeaua veche din sala de operații Potter însă l-a felicitat pe Klinger pentru efortul depus Klinger însă a fost făcut și fapte eroice l-a salvat pe Winchester pentru că el a dat la o parte prosoapele din cărucior pe care Klinger le strânsese dar i-a spus Margaret să le lase lângă acel generator dar când Winchester a mutat prosoapele cu tot cu cărucior și a început să țâșnească capacul de la generator cu mare presiune Klinger l-a salvat pe Winchester, însă el a pățit și un accident și-a rupt nasul îi dăduse sângele a fost operat dar și pansat a stat însă la pat dar Winchester i-a luat locul fiind noul funcționar de companie și a făcut un gest frumos lui Klinger cu toate că Winchester numai îl suporta deloc abia aștepta să se facă bine și să reîntoarcă la companie dar și ca asistent sau asistentă în sala de operații, personajul este jucat de actorul Jamie Farr.
- Henry Braymore Blake este fostul colonel al unității 4077, el a murit atunci când se întorcea acasă, cu elicopterul,inamicii de la Coreea de Nord au tras cu lansatorul de rachete, elicopterul fiind distrus și a căzut cu tot cu el și așa a murit într-un accident aviatic în Marea Japonie, când au aflat vestea că a murit colonelul Pierce,Houlihan,Radar,Trapper,Frank și Klinger au început să plângă fiindcă s-au înțeles foarte bine cu dânsul chiar dacă au mai fost și probleme el le-a fost alături și le-a spus ce trebuie să facă.Funcția sa este de locotent, colonel, chirurg dar și ofițer comandant.Oricum fostul colonel al unității 4077 a trecut și prin momente tensionate cât a fost el colonel de exemplu cu un tip care era lunetist și trăgea în el sau în alți membri de la 4077 numai putea nici să doarmă nici să mănânce de frică nici măcar nevoile nu și le putea face măcar apoi cu Pierce și Trapper care se certau pe acea gardă de corp din lână pe care el o purtase de la părintele Mucalhy însă a avut probleme apoi cu indigestia au trebuit neaparat Pierce și Trapper să-l opereze tot cu Pierce și Trapper a mai avut Blake un moment tensionat acea bombă de propagandă care exploda mereu pe Blake l-a rănit grav la cap și a trebuit să poarte fașă își pierduse și memoria oleacă el a confudat atunci când l-a văzut pe Pierce în șosete zicând că e Radar fiindcă ascultase cu stetoscopul acea bombă și nu avea voie să umble încălțat pentru că risca să moară dar nu numai asta că exploda și bomba și ar fi ieșit destul de urât pe urmă încercând atât el cât și Trapper să dezamorseze bomba de propaganda astea sunt doar câteva din momentele tensionate ale lui Blake de a lungul războiului din Coreea Blake provine din orașul american Illinois el de la Radar a aflat că își făcuse datoria și apoi a fost lăsat la vatră, personajul este jucat de actorul McLean Stevenson.
- Franklin Ferret Face Delano Marion Burns  este cel mai prost soldat de la 4077 este mereu speriat dar și smiorcăit, nu are curajul să lupte, dar vrea să arate că nu este laș și că e viteaz, Pierce și Trapper îl luau la mișto și le-a spus că nu-i plac glumele lui, el atunci supărându-se zicând că nu le va mai spune glume fiindcă nu râd la glumele lui.Funcția sa este de maior mai târziu locotenent și colonel nu le place deloc glumele făcute de Pierce sau Trapper,el a părăsit compania 4077 fiind ales medic în Indiana unde a fost promovat ca locotenent și colonel în același timp Pierce dar și Hunnicutt au înebunit când au aflat asta a aruncat și a stricat telefonul cu care Radar vorbea sau lua legătura dar l-a reparat  ,însă el după moartea colonelului Blake,a fost pentru un timp și el colonel al companiei pentru că asta și-a dorit de când a venit în Coreea că atunci când Blake nu va mai fi el va deveni colonelul unității asta până să vină Potter la conducere,a fost la un pas să părăsească mai repede războiul decât ar fi trebuit datorită faptului că Pierce și Trapper l-au supărat prea tare și atunci însă au decis atât el să plece cât și Margaret Hot Lips Houlihan și tot din cauza lui Pierce și Trapper însă nu au mai plecat pentru că găsiseră împreună aur pe un câmp cu pietre din Coreea și amândoi atât Margaret Hot Lips Houlihan cât și el au cerut colonelului Henry Braymore Blake să rupă acele cereri de transfer făcute pentru a părăsi unitatea el spunând despre Pierce și Trapper că sunt băieți deștepți că mai sar uneori calul dar au niște idei năstrușnice,însă nu tot timpul a avut probleme cu Pierce și Trapper cu care s-a mai înțeles și bine dar a fost scurtā relația de prietenie pentru că de fiecare dată intervenea ceva și atunci prietenia lor numai era de lungă durată el respectă foarte mult Coreea unde era el la fel de mult ca și America îi acuza pe Pierce și Trapper cum că ei nu respectă Coreea ci doar își bat joc de țară zicând că spun baliverne el a vrut să le interzică să bea lui Pierce și Trapper pentru că beția îi prostește foarte mult însă nu a reușit el Frank provine din orașul american Indiana Pierce cu Hunnicutt dar și Radar au făcut un toast pentru întoarcerea lui Frank în Statele Unite zicând la revedere față de dihor căci asta era porecla lui oricum el a fost găsit rătăcit prin Seoul probabil se plimbase pe acolo că văzuse o femeie frumoasă crezând că e Margaret chiar atunci când trebuia să plece a reușit până la urmă a plecat și a fost lăsat și la vatră, personajul este jucat de actorul Larry Linville.
- Walter Eugene Radar O'Reilly  este un tip de la 4077 care vindea ziare sau venea cu scrisori etc, îi plac glumele însă el pare uneori timid, însă vrea să dovedească că e isteț, are conflicte cu mulți membri de la 4077, adică Pierce,Trapper,Frank,Klinger,Houlihan,Winchester,Hunnicutt mai puțin cu Potter sau Mulcahy pe care îi respectă.Funcția sa este caporal iar mai apoi al doilea locotenent dar care nu vrea să o aibă pentru că nu îi șade bine.El a plecat acasă pe motiv că unchiul său murise și avea nevoie familia lui de el pentru a îi ajuta pe câmp Radar provine din orașul american Iowa oricum Radar pe lângă faptul că a fost locotenent și caporal el a mai fost și chirurg pe motiv că unitatea numai avea chirurgi să opereze și era evident că era nevoie și de ajutorul lui numai că el nu a operat că nu știa să opereze a fost odată de fapt asistent adică le oferea chirurgilor din unitate ustensilele necesare pentru operație  i s-a părut greu pentru că nu făcuse asta niciodată pentru el păruse nou însă Margaret l-a ajutat atunci când era asistent să știe cu ustensilele care era treaba însă el însă s-a mai și îmbătat de vreo 2 ori nu este el chiar așa cum îl cred toți că este are uneori și alte laturi mai drăguțe amabile într-un fel alteori violente agresive ca toți ceilalți însă el mai poate controla și haosul din unitate Radar regretă un lucru că cu Blake s-a înțeles bine și îi dădea sfaturi nu ca Potter cum spunea el Pierce l-a înțeles pe Radar spunând că și el regretă că Blake numai este el comandantul lor dar totuși i-a explicat lui Radar să încerce să-l înțeleagă cum a făcut-o și cu Blake că nu e așa complicat cum pare Pierce s-a supărat pe el atunci când el trebuia să plece acasă spunându-i că e fraier prost că nu o face fiindcă toți din unitate își doreau să plece acasă dar nu puteau încă iar el practic refuza să plece că era nevoie de ajutorul lui, Pierce s-a mai supărat odată pe el că plecase cu jeep-ul de unul singur fără a purta un parasolar și a fost rănit foarte grav de inamicii nord-coreeni la operat iar apoi a stat în pat bandajat cu toate acestea el s-a făcut bine apoi dar trebuia să mai poarte bandajul că numai era nevoie să mai stea pe pat ca ceilalți răniți înainte sau după operație, dar după ce Potter i-a explicat că el și-a făcut datoria asta nu l-a convins dar Potter a făcut un discurs care practic până la urmă la convins că trebuie să plece pe urmă a fost lăsat la vatră, personajul este jucat de actorul Gary Burghoff.
- Bea Jay Hunnicutt  este un alt tip haios, bun prieten cu Pierce s-au înțeles bine, însă au fost și conflicte între ei, atunci când devenise gelos pe motiv că Radar plecase acasă și el nu, s-a îmbătat atât el cât și Klinger amândoi fiind mangă de la atâta băutură erau tare caraghioși, se supărase fiindcă are nevastă, copii care îi duc dorul însă Pierce i-a explicat că într-o bună zi se vor întoarce și ei acasă și i-a spus lui Hunnicutt că el este de mai mult timp în unitate și că și lui îi lipsește mult tatăl său însă Hunnicutt i-a explicat că e mai important pentru el să își vadă familia nevasta și copiii îi era dor de lucrurile astea zicea apoi Hunnicutt lui Pierce că tatăl său nu are decât să mai aștepte că nu îi duce lipsa chiar atât de tare fiindcă la Hunnicutt era mai important, însă mai rău a făcut a răsturnat vasele din camera de zi în care erau ei i-a tras și un pumn în ochi lui Pierce, de nervi că nu îl înțelegea clar căreia i s-a învinețit ochiul apoi Pierce de frică să nu îl lovească iar și-a pus casca de soldat să se protejeze de lovituri însă Hunnicutt în glumă a râs de el și a zis că nu e înarmat când l-a văzut așa el stătea liniștit și dormea se trezise atunci când venise Pierce la el, însă după aceea și-a cerut scuze fiind beat mangă, și spunea că nu l-a cunoscut niciodată pe Trapper care spunea despre el că era un tip extraordinar.Funcția sa este de căpitan și chirurg.El însă a plecat în episodul final acasă dar s-a întors pe motiv că i-a fost anulată cererea de plecare, a plecat cu motoreta sa acasă la început i-a zis Pierce că va trebui să se obișnuiască acolo în Coreea pentru că e foarte greu fiind nou nu știa Hunnicutt provine din orașul american San Francisco Pierce se supărase pe el că nu știa ce însemnau inițialele B.J. până la urmă s-a aflat că de fapt inițialele astea două aparțin părinților săi Bea și Jay totuși Pierce nu credea că astea sunt și făcea mișto de el în continuare spre deosebire de Trapper Hunnicutt a avut curajul să spună la revedere lui Pierce când a plecat asta pentru că Pierce i-a spus să nu facă cum a făcut Trapper și a înțeles i-a plăcut cel mai mult să-i scrie soției sale o dată a scris că îi plăcuse lui Pierce prăjiturile de la ea el spunând că îi trimite mai mereu prăjituri făcute de ea foarte bune și delicioase în același timp Pierce când a apucat să guste din prăjiturile soției lui Hunnicutt mai rămase doar una spunându-i că îi va mai aduce prăjituri lui Pierce nu i-a plăcut doar plăcinta de dovleac a soției lui Hunnicutt lui Hunnicutt nu prea i-a plăcut uneori de Pierce pentru că odată se lăsase de băutură Pierce și nu puteau nici să mănânce dar nici să doarmă plus că numai Pierce îl deranja dar și Winchester oricum el la final i-a scris lui Pierce la revedere pe niște pietre din Coreea el a avut și un accident nefericit cât a fost în Coreea adică atunci Klinger a făcut fapte eroice și l-a salvat pe Winchester el însă s-a dus să vadă ce se întâmplă dar capacul de la generator s-a deschis cu mare presiune și l-a atins la una din brațe îi apăruse o zgârietură dar acea zgârietură cu toate că zicea el că nu are nimic că nu îl doare i-au făcut Potter și Pierce radiografii să vadă dacă nu cumva e rupt dar nu avea nimic țesutul era problema numai putea controla brațul devenise greu de controlat și pe lângă asta nu îi mai circula sângele la una din brațe îi apăruse un hematom brațul lui arăta ca al unei fantome dar care i-a fost îndepărtat hematomul și bandajat de către chirurgul specialist Norman Traeger el s-a certat cu Pierce că nu credea că îi o făcuse radiografie lui Hunnicutt și zicea Pierce că pentru el nu conta acest lucru avea și el experiență dar Traeger era mai pregătit ca el așa că degeaba se certase Pierce cu el, personajul este jucat de actorul Mike Farrell.
- Sherman Tecumseh Potter este actualul colonel al unității 4077, îi plac glumele făcute de Pierce,Hunnicutt,Klinger,Radar,Houlihan,Winchester și Mulcahy uneori însă nu i-a putut suporta, el spunea că își dorește enorm de mult să fie cum a fost Blake însă nu poate să facă prea mult datorită bătrâneții.Funcția sa este de colonel, ofițer comandant și chirurg,el a fost în trecut Generalul Bartford Hamilton Steele pe vremea când colonel la 4077 era Blake.El s-a întors acasă cu calul său cu care a venit de când a venit în Coreea nu i-a plăcut cel mai mult de Frank că voia postul său de comandant că-l merită dar nu a vrut să îi dea postul în nici un caz dădea postul dacă voia sau cine îl merita cu adevărat Winchester a râs de Potter că atunci când avea oreion că a luat o boală din tinerețe adică că nu a avut-o când era copil și a avut-o la bătrănețe dar apoi a râs Potter de Winchester când l-a văzut și pe el bolnav pe Winchester atunci i-a mai pierit cheful să mai râdă de el, personajul este jucat de actorul Harry Morgan.
- John Francis Patrick Mulcahy  este preotul unității 4077, îi ajută pe ceilalți membri care operează să reușească să termine operația cu bine.Îi place foarte mult să citească biblii care să îl ajute pe el uneori cântă la pian fiind foarte bun, se mai și enervează pe alții care vor să-l bată.Funcția sa este de preot și locotent mai târziu căpitan dar și chirurg.În episodul final, Mulcahy este lovit de un tanc a supraviețuit după ce le-a dat drumul prizonierilor și era rănit la cap avea sângerări, apoi la urechi risca mult să își piardă complet auzul, însă el a preferat să nu plece acasă fiindcă dorea să ajute pe copiii din Coreea de la un orfelinat de asemenea Mulcahy este și un foarte bun boxer el a practicat box la amatori căci nu știa și uite așa s-a căpătat cu o nouă abilitate în afară de cântatul la pian totuși Mulcahy uneori este foarte încăpățânat din fire pentru că odată voia să plece pe front după răniți ca apoi să îi ducă la unitate deși nu avea permisiunea de la colonelul Potter mai ales că el fiind preot nu avea dreptul să facă asta că nu era maior locotenent, căpitan sau caporal să se ducă da știa el că un alt preot de la o altă unitate a făcut asta și el de ce să nu o facă totuși el cu toate că nu avea voie s-a dus căci dorea cu ardoare să se ducă pe front și s-a dus cu Radar s-au ocupat de răniți unul din ei în timp ce mergea numai putea să respire așa că au sunat pe Pierce Hunnicutt și Potter și le-a cerut ajutorul Pierce i-a spus lui Mulcahy să facă o gaură cu un cuțit sau pensă să îi scoată aia prin care putea să respire apoi și-a revenit și l-au dus la unitate Potter cu toate că i-a spus să nu o facă el l-a felicitat pentru gest dar că ar trebui să lase de acum pe Pierce Hunnicutt Houlihan Klinger sau chiar Radar că el nu poate, personajul este jucat de actorul William Christopher, dar în episodul pilot personajul era jucat de actorul George Morgan.
- John Francis Xavier Trapper McIntyre este un alt tip haios, a fost bun prieten cu Pierce s-a întors și el acasă, îi plac și lui glumele dar are momente când se ceartă, s-a și certat cu Pierce și tot din cauza băuturii care îl făcea violent, dar și-a cerut scuze.Funcția sa este de căpitan și chirurg,el însă nu și-a dorit să devină chirurg el dorind să devină arhitect dar singurul motiv pentru care nu a practicat meseria este că nu i-a plăcut niciodată matematica.Pierce s-a supărat pe el că atunci când se pregătea să plece acasă nici măcar nu și-a luat la revedere de la el,oricum el a fost la un pas să plece mai înainte dar nu a făcut-o pe motiv că era o glumă făcută de Pierce pentru Frank legată de compania de avioane Pioneer Aviation dar care fusese inventată de Pierce nu era adevărat ce scrisese el într-un bilet pe care îl scrisese tatălui său deși totuși când voia să plece Trapper și nu a făcut-o totul părea destul de serios mai ales că îl lovise pe Pierce cu rucsacul zicându-i să-l lase să plece pe motiv că își dorea să facă dragoste cu soția sa și chiar el spusese lui Pierce că știi de când nu am mai făcut dragoste cu soția mea dar Pierce liniștindu-l i-a spus să nu plece din Coreea absolut deloc până nu se termină războiul i-a spus însă lui Pierce că războiul din Coreea nu o să se termine niciodată și nu a plecat că l-a văzut pe Frank s-a oprit după ce Pierce îi spusese să se oprească, i-a spus apoi lui Frank Pierce că chestia aia din biletul său era inventată de el și el fraierul chiar crezuse însă Trapper a mai vrut încă o dată să plece acasă dar nu a plecat pentru că avea ulcer dar armata nu i-a permis însă să plece acasă pentru că o boală ca ulcerul poate să o trateze și acolo, personajul este jucat de actorul Wayne Rogers.
- Charles Emerson Winchester Third este dur la început când a venit dar, pe parcurs începe să-i placă armata se împrietenește cu toți deși nu-i plăcea, îi place să asculte muzică de operă, dar chiar și să își înregistreze pe bandă, cum că nu-i place armata, îi plac tipurile de vin indiferent de care ar fi mai puțin atunci când descoperă o sticlă din altă țară foarte bună.Funcția sa este de maior și chirurg,el a plecat acasă ca și Margaret cu jeep-ul de fapt el a plecat cu ultimul vehicul rămas din unitate și nu cu Margaret ci cu Rizzo tot pe final el a descoperit niște prizonieri din Coreea cărora Winchester voia să le împărtășească muzica sa mai ales că ei erau muzicieni când a apărut la început fiind recomandat de bunul prieten al lui Potter colonelul și locotenentul Horace Baldwin, Potter i-a întrebat pe Pierce și Hunnicutt dacă le place de el și a zis Pierce decât cu Frank mai bine cu ăsta oricum spre deosebire de Frank el e altfel cu toate că se aseamănă cu Frank mai mult la aroganță în schimb e talentat nu se lăuda ca Frank dar și aristocratic în același timp Charles provine din orașul american Boston spre deosebire de Frank Winchester și-a arătat adevărata față lui Pierce și Hunnicutt căci Frank nu a avut curaj să își arate adevărata față însă Pierce și Hunnicutt credeau altceva că Frank era mai haios și îl puteau păcăli ușor cu Winchester însă nu le mai mergea să-l păcălească când a venit la unitatea 4077 Charles spunea sau credea că este temporar acolo și nu că o să rămână definitiv l-a supărat rău pe Potter încă de când a venit pentru că voia să se întoarcă acasă cu jeep-ul și nu voia absolut deloc să rămână nu a vrut să rămână la unitate pe motiv că nu s-ar descurca și s-ar face de râs totuși a rămas și a arătat că este specialist ca chirurg mai ales că avea o viteză însă uneori a greșit când a încălcat regulile din unitate în general când opera raniții de obicei el este bun prieten cu Pierce și Hunnicutt câteodată nu tot timpul ca și Frank face multe mofturi Potter i-a zis că de la început era așa supărat nervos și că s-a săturat de hazul lui dar el era dezamăgit de faptul că a pierdut șansa de a fi chirurg în altă parte și nu la unitatea 4077 dar Potter i-a explicat că nu e vina lui că a pornit războiul în Coreea așa că a rămas nu a avut de ales din păcate, lui Potter nu îi place muzica de operă a lui Winchester absolut deloc chiar i-a spart un disc de al său cu toate acestea avea unul de rezervă atunci erau împreună într-un cort fiind foarte bolnavi de oreion și Winchester devenea gelos că Potter își putea satisface plăcerile și el nu atunci de nervi că nu putea să facă nimic Potter i-a zis să încerce să doarmă dar el nu a vrut sub nici o formă și atunci a pus discul său cu muzică de operă a lui Enrico Caruso atunci Potter i-a zis să îl anihileze pe italian că el picta, însă până la urmă s-au înțeles pentru că Potter și-a pus dopuri în urechi ca să numai audă muzica de operă a lui Winchester numai bine când se înțelegeau așa de bine apare și Klinger care se îmbolnăvește și el de oreion cu toate că el era însărcinat cu faptul că să apere pe ceilalți soldați de boală Winchester a avut și o problemă cu spatele și a refuzat tratamentul a trei medici foarte buni ai unității Larry Curly și Moe însă până la urmă l-au vindecat cu toate că nu voia dar s-a luat de Winchester că nu avea chirurgi care să opereze și era nevoie de el atunci Winchester a înțeles și nu a mai comentat nimic el credea că Larry Curly și Moe vor să îi facă voodoo și nu actupunctură atunci s-a speriat dar a înțeles că îi face bine, personajul este jucat de actorul David Ogden Stiers.

### Secundare
- Sydney Theodore Freedman este psiholog, el încearcă să descopere de ce le este teamă la soldați se împrietenește cu mulți soldați de la unitatea 4077 pe la care trece prin vizită, în episodul final când l-a dus pe Pierce la nebuni pe motiv că era prea agitat de la atâția pacienți pe care îi avea unii au murit iar alții au rămas pe patul de spital, și Sydney a preferat ca Pierce să rămână în acel internat pentru niște ședințe legate de el a avut până la urmă acele ședințe, după care Sydney, i-a spus lui Pierce că încă nu putea pleca acasă până nu termina cu răniții, dar Pierce s-a supărat rău fiindcă la ținut în acea încăpere și nu s-a ales cu nimic dar a stat cu inima împăcată știind că au rămas și ceilalți, personajul este jucat de actorul Allan Arbus.
- Luther Rizzo este un tip care îi plac foarte mult jocurile de noroc, folosește pariuri într-un episod pierde Klinger în fața sa și îi cere 5 miliarde de dolari.Potter i-a interzis lui Rizzo să mai joace jocuri de noroc într-un episod când venise în vizită o persoană importantă de a lui Mulcahy.Funcția sa este de mecanic, personajul este jucat de actorul G. W. Bailey.
- Donald Penobscot este un tip, care a fost căsătorit cu Margaret mult timp până s-au despărțit.Funcția sa este de locotenent, personajul este jucat de actorul Mike Henry.
- Maria Dish este o tipă, care lucrează la unitatea 4077 ca asistentă în tot timpul războiului din Korea.Funcția sa este de asistentă, personajul este jucat de actrița Karen Philipp.
- Asistenta Kealani Kellye Yamato este o tipă, care lucrează la unitatea 4077 ca asistentă încă de pe timpul lui Blake, Trapper sau Frank.Funcția sa este de asistentă, personajul este jucat de actrița Kellye Nakahara.
- Asistenta Jo Ann
- Asistenta Bryan
- Asistenta Janet Baker una din cele mai vechi asistente din Coreea.
- Asistenta Louise Simmons Radar era prietenul ei.
- Asistenta Leslie Scorch Blake era prietenul ei.
- Asistenta Mason
- Asistenta Mitchell
- Asistenta Margie Cutler
- Asistenta Donovan
- Asistenta Klein
- Asistenta Able
- Asistenta Shari personajul este jucat de actrița Shari Saba.
- Asistenta Lacey personajul este jucat de actrița Rita Wilson.
- Asistenta Murphy este o asistentă, care se presupunea că ar fi avut o relație cu Radar O'Reilly, însă nu au avut acea relație pentru că Pierce și Trapper nu și-au tinut promisiunea atunci când făcuse un pact de fapt când era ziua de naștere a lui Frank cu mai mulți Mulcahy,Zale,Radar,Blake dar și Margaret.
- Asistenta Edwina Ferguson este o asistentă care a venit în vizită doar la unitatea 4077, a avut o scurtă relație cu Pierce.
- Asistenta Sheila Louise Anderson este o asistentă care a avut grijă de bolnavii la pat printre care au fost și Blake,Trapper,Frank și  Pierce după aceea după ce s-au vindecat Frank,Trapper și Blake.
- Asistenta Peggy Bigelow este de la unitatea 4077, ea a făcut un schimb de experiențe cu Lorraine Anderson de la unitatea 8063, personajul este jucat de actrița Enid Kent.
- Asistenta Sanchez
- Asistenta Webster
- Rosie proprietară a barului său din Coreea cu același nume, ea oferă în general băuturi soldaților ce trec pe acolo, personajul este jucat de actrița Eileen Saki.
- Sam Pak este de la armata coreeană unde are funcția de căpitan, personajul este jucat de actorul Pat Morita.
- Locotenent Bryan
- Locotenent Brown
- Locotenent Butler
- Locotenent Campbell
- Locotenent Charlie
- Locotenent Marshall
- Locotenent Mason
- Locotenent Clark
- Locotenent Becky Anderson
- Locotenent Marquette este o asistentă care a venit și ea în vizită la unitatea 4077, la fel și ea a avut o scurtă relație cu Pierce.
- Locotenent Reese este o asistentă care a venit și ea în vizită la unitatea 4077, este în vârstă adică bătrână ea l-a admirat pe Pierce care fusese pus prizonier în mlaștină de Frank pentru că l-a bătut de i-a învinețit ochiul asta până când scapă de pedeapsă că din spusele locotenentului ar fi violat-o Frank apoi el a devenit prizonier la cererea maiorului Margaret iar Pierce era liber fericit de numai putea că a scăpat de pedeapsă.
- Locotenent Perry
- Locotenent Watson
- Locotenent Wilson
- Inga Halverson este din Suedia este medic chirurg, personajul este jucat de actrița Mariette Hartley.
- Patty Haven este cea de care Radar se îndrăgostește la Tokio la plecare la aeroport însă din păcate a petrecut puțin timp cu el dar i-a promis că va veni Radar la ea când va avea ocazia mai ales că ținea cu tot dinadinsul să o i-a chiar de nevastă cine știe, personajul este jucat de actrița Marilyn Jones.
- Marcia Strassman
- Ginger Bayliss
- Steve Newsome este un chirurg suplinitor a venit la unitatea 4077 de la Pusan, dar ceea ce a văzut el la 4077 nu se compara cu nimic cu ce era la Pusan era extrem de speriat a început să și plângă, îi era tare greu cu răniții de la unitatea 4077 la Pusan nu îi era foarte greu cu răniții, el i-a înlocuit pe Potter dar și Winchester care erau extremi de bolnavi aveau oreion și nu puteau să opereze așa că el i-a înlocuit pe amândoi, personajul este jucat de actorul Edward Herrmann.
- Colin Turnbull este funcționarul companiei canadiene și bun prieten al lui Klinger, el i-a oferit lui Klinger o sticlă de vin franțuzească Margaux 47 dar pe care a pus ochii Pierce dar, numai bine apare Winchester care observă și el sticla de vin și devine obsedat de vinul franțuzesc Margaux 47 că îi cere chiar și lui Klinger să mai aducă și alte sticle însă, Klinger s-a dus dar cu Potter să i-a vinul dar Klinger a uitat să umple rezervorul cu benzină sau apă apoi Potter l-a întrebat pe Klinger ce contează pentru tine viața ta sau vinul și a turnat vinul franțuzesc în rezervor și când s-a întors a vrut să își răscumpere greșeala și să aducă alte sticle de vin lui Winchester însă acesta a strâmbat din nas mofturos că mai bine numai vrea și i-a răspuns lui Klinger că mai bine ar bea Chateau Le Jeep.
- Roy Dupree este de la unitatea 8063, el a făcut un schimb de experiențe cu Benjamin Franklin Hawkeye Pierce de la unitatea 4077, el a arătat că le are cu meseria de chirurg, însă Bea Jay Hunnicutt și Charles Emerson Winchester Third nu l-au putut suporta absolut deloc abia așteptând să plece la unitatea lui de unde a venit Bea Jay Hunnicutt și Charles Emerson Winchester Third l-au păcălit pe Roy Dupree cu calul colonelului Sherman Tecumseh Potter Sophie să-l călărească, când l-a văzut colonelul a înebunit de furie și nervi spunându-i că războiul ăsta nu e suficient de mare pentru amândoi, apoi spunându-i să plece că partenera lui Lorraine Anderson își făcuse deja bagajele.
- Lorraine Anderson este de la unitatea 8063, ea a făcut un schimb de experiențe cu Peggy Bigelow de la unitatea 4077, ea și Margaret Hot Lips Houlihan sunt prietene foarte bune.
- Digger Detweiler este un tip care a venit la unitatea 4077, să anunțe cum că Pierce fusese crezut mort de tatăl său, însă Pierce a încercat să vorbească cu tatăl său să îi spună că nu e mort deși așa a crezut dar a reușit într-un final să vorbească cu el după ce nu a avut semnal sau că liniile telefonice din Coreea sunt întrerupte din cauza lui Eisenhower așa îi spusese Klinger lui Pierce, a reușit după mult timp de așteptare să vorbească cu tatăl său și a aflat că nu e mort deși înainte să vorbească cu el nu putea nici scrisori să trimită nu era voie să trimită la poșta de acolo.
- Bill Snyder este un căpitan venit la unitatea 4077, să anunțe cum că Pierce a furat un jeep din unitate fără permisiune și apoi mai târziu se supărase că îi luase cineva jeep-ul și credea că este Pierce dar din cauza lui se lovește și la picior Pierce i-a făcut o radiografie la picior dar era doar luxat i-a cerut 4 dolari degeaba doar că să îi spună că piciorul său era doar luxat, personajul este jucat de actorul Richard Herd.
- Webster Daniel Tucker este un colonel venit la unitatea 4077, să vadă cum se descurcă medicii de la unitatea 4077 însă s-a supărat imediat ce a ajuns pentru că Pierce Hunnicutt Margaret și Winchester se băteau cu perne de fapt Margaret era cea supărată pe Pierce că i-a distrus cortul cu o glumă de a sa mai ales că era și ziua păcălelilor și deși Potter le-a interzis atât lui Margaret Pierce Hunnicutt dar și Winchester să înceteze cu glumele tocmai de asta că venise colonelul Tucker în vizită nu au putut deloc să se abțină, însă colonelului Tucker i-a mai plăcut cel mai mult de Klinger că din toți soldații el a fost cel mai serios cu toate că el că nici el nu era cheie de biserică dar i-a spus lui Klinger colonelul Tucker că ar vrea să îl i-a cu el că vrea să facă din el soldat cum trebuie să fie și să nu fie un nebun ca restul din unitate dar Potter s-a împotrivit și nu l-a lăsat pe Tucker să îl i-a pe Klinger așa ușor mai ales că e și travestit cu toate acestea Potter i-a zis lui Tucker să îi păcălească pe ceilalți soldați Pierce îi făcuse o farsă lui Tucker el ceruse bere la un bar dar nu i-a dat-o Pierce ci a tras de sfoară și a turnat berea pe el și a înghețat și i-a stat chiar și inima Potter l-a certat spunându-i că nu a făcut destule farse dar imediat Tucker își revenise și apoi nu a mai fost supărat pe farsele celorlalți soldați și i-a iertat atât pe Pierce cât și Hunnicutt Margaret dar și Winchester, personajul este jucat de actorul Pat Hingle.
- Sparky Pryor este bun prieten cu Radar, dar și cu Klinger el ajută unitatea 4077 în situațiile dificile în trecut era Tuttle, personajul este jucat de actorul Dennis Fimple.
- Anthony Borelli Funcția sa este de chirurg și maior, el a venit doar în vizită la unitatea 4077 , personajul este jucat de actorul Robert Alda.
- Marty Williams este pilotul unității 4077 el aduce răniții, Steele s-a luat de el dar nu l-a învinovățit pe el, ci pe Pierce pentru că el nu l-a lăsat să trimită elicopterul unde a vrut el spunându-i că este insubordonat și insolent apoi Pierce i-a zis corect și tu ești nebun,  personajul este jucat de actorul Theodore Wilson.
- Lin Tam este un doctor chinez care a cerut ajutor să fie ajutați răniții de acolo care erau de fapt americani, s-au oferit să-i ajute Pierce,Trapper,Frank,Radar și Klinger rămânând la 4077 Margaret Henry și Mulcahy și restul soldaților de acolo,era totuși destul de periculos că puteau să cadă intr-o ambuscadă etc, dar au fost destul de deștepți și inteligenți încât să nu se întâmple nimic și-au reușit să i-a răniții, după ce prostul de Frank avea o armă în buzunar dar nu avea curaj să o scoată, chinezii erau înarmați și voiau să tragă în ei, pentru că și ei voiau același lucru din ce spunea doctorul Lin Tam că ei cereau pace că se săturaseră să fie mereu bombardați de avioanele lor, însă când a văzut ce armă avea Frank îl umflase râsul nu alta și nu i-a mai împușcat pentru că interveniseră Pierce și Trapper să scoată pistolul din buzunar și să nu tragă,el a făcut sau voia să meargă la universitatea din Illinois, Pierce spunându-i că și Henry Braymore Blake colonelul lor este tot de acolo.
- Calvin Spalding este cel care cânta la chitară cântecul Oh Tokyo, desigur că el a mai apărut prin unitate, personajul este jucat de actorul Charles Frank.
- Zelmo Zale este cel care se ocupă de un depozit de mai multe lucruri printre care și bocanci, de acolo inițial Pierce voia să își ia bocanci care nu și i-a mai luat pe motiv că pierdu-se pariul cu Zelmo Zale așă că a decis să își coase bocancul pentru că nu putea să stea așa cu bocancii găuriți și pe vremea care era în Coreea, personajul este jucat de actorul Johnny Haymer.
- Ho-Jon este o coreeancă de 17 ani scundă,slabă și deșteaptă. Trăiește în Seoul, a fost înrolată în armata sud coreeană, dar ulterior a fost trimisă la 4077 pentru a fi bandajată și a primi tratament.
- Ugly John
- Lillian Rayburn
- Janet Baker este una din asistentele de la 4077, Margaret a cerut ca ea să fie pusă pe patul de spital al unității Blake încercând să îi spună lui Margaret că mulți au încercat asta dar nu au reușit însă Margaret s-a supărat rău pe el și i-a zis că nu e de încredere oricum între Blake și Margaret a mai fost o altercație între ei și mereu zicea Margaret că vrea să vină peste capul său adică să vină mereu pe la el să îl deranjeze.
- Oliver Harmon Spearchucker Jones este unul din oamenii care stă cu Pierce Trapper și Frank în mlaștină, dar își petrece timpul și prin sala de operații alături de ei, personajul este jucat de actorul Timothy Brown.
- Sam Flagg este un colonel care pretinde ca este de la CIA de fapt CID care a încercat să îl acuze pe Frank de faptul că e fascist sau comunist când de fapt nu era nici una din astea două până la urmă Pierce și Trapper au recunoscut că ei au încercat să îi facă atât pe Stone cât și Flagg să se atace între ei însă au scăpat dar erau la un pas să facă pușcărie Flagg este tare caraghios mai ales că se deghizează de multe ori când vine în unitate dar e recunoscut de toți, oricum mai târziu când a mai venit pe la unitate a încercat să-l convingă pe Winchester să îl spioneze pe Pierce pentru că el simpatiza cu comuniștii pentru că a ales un corean înaintea unui american și că Flagg îl considera pe Pierce o unealtă a comuniștilor dar Winchester i-a explicat lui Flagg că cu Pierce face orice și că nu l-ar spiona pe Pierce sub nici o formă dar Flagg a jucat dur spunându-i că dacă o face va încerca să îl scape din unitate dar Winchester îl credea în stare cu toate că nu avea nici gând să o facă dar totuși la cererea lui Flagg el a făcut-o și că i-a spus să-i stea în gât acea acuzație asupra lui Pierce până la urmă s-a alăturat unor ofițeri și lui Flagg de asemenea au intrat în cort doar Flagg și ofițerii pentru că Winchester nu a vrut ca Pierce să-l creadă trădător așa că a intrat în cort și s-a amuzat dar Pierce i-a zis să nu aibă cumva legătură cu asta dar Winchester a zis că nu doar se amuza asta ca să nu creadă că e trădător, personajul este jucat de actorul Edward Winter.
- Locotenent Stone este prietenul lui Sam Flagg când a sosit la 4077 în al spiona pe Flagg a încercat să se strecoare voia să devină preotul unității dar Pierce i-a spus că are unitatea deja un preot așa că devenise genistul unității, cu toate că intenționase să îl spioneze și să se răzbune pe el ei bine nu s-a întâmplat așa că s-au împrietenit.
- Igor Straminsky este bucătarul popotei unde se duc soldații să mânânce de regulă.
- Soon Lee Klinger este cea cu care Klinger se căsătorește rămânând în Coreea.

### Menționate
- Edna O'Reilly este mama lui Walter Eugene Radar O'Reilly.
- Ed O'Reilly este unchiul lui Walter Eugene Radar O'Reilly.
- David O'Reilly este unchiul lui Walter Eugene Radar O'Reilly.
- Bill O'Reilly este unchiul lui Walter Eugene Radar O'Reilly.
- Emily O'Reilly este mătușa lui Walter Eugene Radar O'Reilly.
- Albert O'Reilly este unchiul lui Walter Eugene Radar O'Reilly.
- Howard O'Reilly este unchiul lui Walter Eugene Radar O'Reilly.
- Jean O'Reilly este mătușa lui Walter Eugene Radar O'Reilly.
- Dorothy O'Reilly este mătușa lui Walter Eugene Radar O'Reilly.
- Millie O'Reilly este verișoara lui Walter Eugene Radar O'Reilly.
- Jimmy O'Reilly este verișorul lui Walter Eugene Radar O'Reilly.
- Ernie O'Reilly este verișorul lui Walter Eugene Radar O'Reilly.
- Ernest O'Reilly este unchiul lui Walter Eugene Radar O'Reilly.
- Charles O'Reilly este unchiul lui Walter Eugene Radar O'Reilly.
- Alvin Howitzer Houlihan este tatăl lui Margaret Houlihan, deși era menționat de Frank atunci când Margaret îi dăduse un pistol care a fost al tatălui ei, însă el apare la unitatea 4077 mult mai târziu.
- Lorraine Braymore este soția lui Henry Blake.
- Janie Braymore este prima fiică a lui Henry Blake.
- Molly Braymore este a doua fiică a lui Henry Blake.
- Andrew Braymore este fiul lui Henry Blake.
- Margaret Braymore este mama lui Henry Blake.
- Floyd este verișorul lui Henry Blake.
- Louise Burns este soția lui Frank Burns.
- Louise McIntyre este soția lui John Francis Xavier Trapper McIntyre.
- Becky McIntyre este fiica lui John Francis Xavier Trapper McIntyre.
- Kathy McIntyre este fiica lui John Francis Xavier Trapper McIntyre.
- Billy Pierce este verișorul lui Benjamin Franklin Hawkeye Pierce.
- Grandma Bates este bunica lui Benjamin Franklin Hawkeye Pierce.
- Tombstone Pierce este marele bunic al lui Benjamin Franklin Hawkeye Pierce.
- Eloise Pierce este mătușa lui Benjamin Franklin Hawkeye Pierce.
- Martin Pierce este verișorul lui Benjamin Franklin Hawkeye Pierce.
- Sparky Pierce este bunicul lui Benjamin Franklin Hawkeye Pierce.
- Daniel Pierce este tatăl lui Benjamin Franklin Hawkeye Pierce.
- Evelyn Pierce este soția lui Benjamin Franklin Hawkeye Pierce mai mult în film.
- Dr.Schumacher este un tip, de care spunea Potter într-un episod că folosea zahărul pentru a vindeca pacienții în locul morfinei, dar Pierce și Hunnicutt nu credeau așa ceva până când au încercat și ei metoda asta și le-a reușit.
- Bea Hunnicutt este mama lui Bea Jay Hunnicutt.
- Jay Hunnicutt este tatăl lui Bea Jay Hunnicutt.
- Peg Hunnicutt este soția lui Bea Jay Hunnicutt.
- Shirley Hunnicutt este mătușa lui Bea Jay Hunnicutt.
- Floyd Hayden este tatăl socru lui Bea Jay Hunnicutt.
- Selma Hunnicutt este mătușa lui Bea Jay Hunnicutt.
- Mildred Potter este soția lui Sherman Tecumseh Potter.
- Emma Potter este mama lui Sherman Tecumseh Potter.
- Effe Potter este fiica lui Sherman Tecumseh Potter.
- Claude Potter este unchiul lui Sherman Tecumseh Potter.
- Corey Potter este nepotul lui Sherman Tecumseh Potter.
- Stuart Potter este nepotul lui Sherman Tecumseh Potter.
- Mavis Potter este bunica lui Sherman Tecumseh Potter.
- Roy Potter este bunicul lui Sherman Tecumseh Potter.
- Ben Potter este unchiul lui Sherman Tecumseh Potter.
- Grace Potter este mătușa lui Sherman Tecumseh Potter.
- Rose Potter este sora soacră lui Sherman Tecumseh Potter.
- Bertha Potter este sora soacră lui Sherman Tecumseh Potter.
- Porscia Potter este sora soacră lui Sherman Tecumseh Potter.
- Cheryl Potter este nepoata lui Sherman Tecumseh Potter.
- Laverne Esposito este fosta soție a lui Maxwell Quirell Klinger.
- Honoria este sora lui Charles Emerson Winchester Third.
- Felix este nepotul lui Charles Emerson Winchester Third.
- Alfred este verișorul lui Charles Emerson Winchester Third.
- Timmy este fratele lui Charles Emerson Winchester Third.
- Zola Rizzo este soția lui Luther Rizzo.
- Billy Bubba este fiul lui Luther Rizzo.
- Abdul este unchiul lui Maxwell Quirell Klinger.
- Mustafah este unchiul lui Maxwell Quirell Klinger.
- Zack este unchiul lui Maxwell Quirell Klinger.
- Zeke este unchiul lui Maxwell Quirell Klinger.
- Bob este unchiul lui Maxwell Quirell Klinger.
- Jake este unchiul lui Maxwell Quirell Klinger.
- Gus este unchiul lui Maxwell Quirell Klinger.
- Habib este unchiul lui Maxwell Quirell Klinger.
- Harry este unchiul lui Maxwell Quirell Klinger.
- Yvonne este sora lui Maxwell Quirell Klinger.
- Amir Abdullah este unchiul lui Maxwell Quirell Klinger.
- Num Num este verișorul lui Maxwell Quirell Klinger.
- Hassan The Enforcer este verișorul lui Maxwell Quirell Klinger.
- Fatima este verișorul lui Maxwell Quirell Klinger.
- Hakim este fratele fals lui Maxwell Quirell Klinger.
- Maurice este fratele fals lui Maxwell Quirell Klinger.
- Maria Angelica este sora lui John Francis Patrick Mulcahy.
- Katherine este sora lui John Francis Patrick Mulcahy.

### Unități Mash în serial
- Mash 3099
- Mash 4077
- Mash 8055
- Mash 8063
- Mash 8066
- Mash 8228

### Locurile de unde provin personajele
- Benjamin Franklin Hawkeye Pierce - Crabapple Cove, Maine
- Margaret Hot Lips Houlihan - Fort Ord, California
- Donald Penobscott - San Francisco, California
- John Francis Xavier Trapper McIntyre - San Francisco, California
- Bea Jay Hunnicutt - Mill Valley, California
- Charles Emerson Winchester Third - Boston, Massachusetts
- Patricia Haven - Lancaster, Missouri
- Kellye Yamato - Honolulu, Hawaii
- Zelmo Zale - Brooklyn, New York
- Peggy Bigelow - Beaver Falls, Pennsylvania
- Bartford Hamilton Steele - Bethesda, Maryland
- Linda Nugent - Harrisburg, Pennsylvania
- John Francis Patrick Mulcahy - Philadelphia, Pennsylvania
- Franklin Delano Marion Burns - Fort Wayne, Indiana
- Henry Braymore Blake - Bloomington, Illinois
- Maxwell Quirell Klinger - Toledo, Ohio
- Walter Eugene Radar O'Reilly - Ottumwa, Iowa
- Sherman Tecumseh Potter - Hannibal, Missouri

### Schimbări în serial
- Sheila Louise Anderson stă 1 sezon.
- Oliver Harmon Spearchucker Jones stă 1 sezon.
- Benjamin Franklin Hawkeye Pierce stă 11 sezoane.
- Margaret Hot Lips Houlihan stă 11 sezoane.
- John Francis Patrick Mulcahy stă 11 sezoane.
- Maxwell Quirell Klinger stă 11 sezoane.
- Ho-Jon stă 1 sezon.
- Maggie Dish stă 1 sezon.
- Zelmo Zale stă 7 sezoane.
- Maynard Mitchell stă 1 sezon.
- Igor Straminsky stă 11 sezoane.
- Ugly John stă 1 sezon.
- Kealani Kellie stă 11 sezoane.
- Margie Cutler stă 1 sezon.
- Leslie Scorch stă 1 sezon.
- Sidney Freedman stă 11 sezoane.
- Ginger Bayliss stă 3 sezoane.
- Sam Flagg stă 7 sezoane.
- Rosie stă 10 sezoane.
- Luther Rizzo stă 11 sezoane.
- Henry Braymore Blake stă 3 sezoane apoi este înlocuit în sezonul 4 de Sherman Tecumseh Potter.
- John Francis Xavier Trapper McIntyre stă 3 sezoane apoi este înlocuit în sezonul 4 de B.J. Hunnicutt.
- Franklin Delano Marion Burns stă 5 sezoane apoi este înlocuit în sezonul 6 de Charles Emerson Winchester Third.
- Walter Eugene Radar O'Reilly stă 7 sezoane el însă nu este înlocuit cu nimeni.

### Diferența dintre film și serial
- Benjamin Franklin Hawkeye Pierce în film este jucat de actorul Donald Sutherland iar în serial este jucat de actorul Alan Alda în film Benjamin Franklin Hawkeye Pierce pe lângă uniforma de soldat pe care o poartă i s-a mai atribuit niște ochelari și o bască în film el a fost transformat în afemeiat față de cel din serial.
- John Francis Xavier Trapper McIntyre în film este jucat de actorul Elliott Gould iar în serial este jucat de actorul Wayne Rogers și în serialul lui cu același nume Pernell Roberts în film el în afară de uniforma de soldat pe care o poartă i s-a mai atribuit barbă față de cel din serial.
- Oliver Harmon Spearchucker Jones în film este jucat de Fred Williamson iar în serial este jucat de Timothy Brown.
- Margaret Hot Lips Houlihan în film este jucată de actrița Sally Kellerman iar în serial este jucată de Loretta Swit.
- Franklin Delano Marion Burns în film este jucat de Robert Duvall iar în serial este jucat de actorul Larry Linville.
- Walter Eugene Radar O'Reilly în film este jucat de actorul Gary Burghoff la fel ca și în serial.De asemenea apare și în After Mash dar și în serialul său cu același nume.
- John Patrick Patrick Dago Red Mulcahy în film este jucat de actorul René Auberjonois iar în serial este jucat de actorul William Christopher după ce în serial adică episodul pilot el mai era jucat de George Morgan.De asemenea a făcut apare și în After Mash.
- Henry Braymore Blake în film este jucat de actorul Roger Bowen iar în serial este jucat de actorul McLean Stevenson.

## Spin-Off
după terminarea războiului din Coreea, Sherman Tecumseh Potter,Maxwell Quirell Klinger,Soon-Lee Klinger,John Francis Patrick Mulcahy, Samuel Flagg dar și Radar O'Reilly fac o continuare a serialului Mash, însă vor lucra în America la un spital de acolo. În schimb Potter își regăsește soția, însă este nevoit să se întoarcă la muncă, și apoi decide că are nevoie de un personal la acel spital și  apelează chiar la Maxwell Quirell Klinger după ce a fost găsit singur în probleme cu legea, îi scrie după care îi o oferă o slujbă și acceptă să facă parte din acel personal după îl întâlnesc pe John Francis Patrick Mulcahy beat de la multă băutură aflat și în depresie, Sherman Tecumseh Potter voia să-l trimită la un alt spital, însă decide să facă parte și el din personal, imediat după aceea decid să îl viziteze pe Radar O'Reilly pentru că acesta tocmai plănuia să se însoare este însă fericit să afle că îi revede pe foștii săi colegi camarazi de armată, pe parcurs Klinger e arestat pentru că a atentat la nașterea propriului său copil, însă evadează de unde fusese arestat și continuă să rămână un evadat, după aceea este trimis la judecată și trimis la o unitate psihiatrică, unde descoperă că este înlocuit de altcineva se întâmplă foarte multe pățanii aventuri etc în acest spin-off.